# Dendrorhynchoides
Dendrorhynchoides es un género extinto de pterosaurio anurognátido del Cretácico Inferior (principios del Aptiense) de la formación Yixian, cerca de Beipiao, Chaoyang, Liaoning, en China, y de la Formación Tiaojishan del Jurásico Medio de Qinglong, al norte de la provincia de Hebei, China. El holotipo de la especie tipo fue hallado en el Lecho Jianshangou de la Formación Yixian, que data de hace 124.5 millones de años. Sin embargo, Lü y Hone (2012) consideraron que es posible que le holotipo de D. curvidentatus realmente proceda de depósitos del Jurásico Medio; los autores señalaron que todos los demás anurognátidos chinos datan del Jurásico, y que Jeholopterus fue inicialmente considerado como un taxón cretácico hasta que estudios posteriores establecieron que era del Jurásico.
El género fue nombrado inicialmente en 1998 como Dendrorhynchus por Ji Shu'an y Ji Qiang, pero el nombre resultó estar pre-ocupado por un gusano nemertino parásito nombrado en 1920 por David Keilin. Fue por lo tanto renombrado en 1999. La especie tipo es Dendrorhynchoides curvidentatus. El nombre del género se deriva del término griego dendron, "árbol" y rhynkhos, "hocico" en referencia a que se asumía que era un morador de los árboles y presuntamente un pariente cercano de Rhamphorhynchus. El nombre de la especie significa "dientes curvados" en latín. Una segunda especie, D. mutoudengensis, fue descrita en 2012.

## Descripción
El género está basado en el holotipo GMV2128, un fósil originalmente descubierto alrededor de 1995 y obtenido para la ciencia de vendedores de fósiles ilegales, quienes ya lo habían preparado. Consiste en un esqueleto casi completo de un individuo subadulto y está aplastado. Muchos elementos del mismo están presentes, exceptuando el esternón, el final de la cola, las vértebras sacrales y la cuarta falange del dedo alar.
Del espécimen tipo, muchas partes del cráneo se han desprendido tanto que su forma es difícil de determinar, pero era generalmente ancho y corto. Once dientes se han preservado diseminados a través de la matriz de roca, los cuales son recurvados con una base amplia y tienen una longitud de tres milímetros. Los autores identificaron la mandíbula inferior con una longitud preservada de quince milímetros. Las vértebras cervicales son cortas y anchas. Seis vértebras dorsales se han preservado, más nueve costillas y seis costillas gastrales en el lado izquierdo. La cola tiene una longitud preservada de cinco centímetros, pero parte de esto se explica por una sección que podría haber sido añadida para aumentar el valor de los fósiles. Las vértebras de la cola en la base, cuya autenticidad es certera, son cortas.
Las alas son relativamente cortas. El húmero es de constitución robusta pero alargado con una longitud de 27 milímetros. El cúbito es de 35.5 milímetros de largo. Los metacarpos son cortos con siete milímetros de largo para los primeros tres y 9.3 milímetros para el metacarpo del cuarto dedo alar. Los primeros tres dedos están bien desarrollados y el primero posee un alargado hueso falange. Estos tienen garras cortas pero afiladas. La primera falange del dedo alar (el cuarto) tiene una longitud de 44.5, el segundo de 35.6 milímetros. El tamaño del tercero no puede establecerse debido al daño. Un corto y delgado hueso pteroide, de 5.9 millimetres de largo, apuntando hacia el codo. La envergadura es de cerca de cuarenta centímetros, haciendo a Dendrorhynchoides uno de los menores pterosaurios conocidos.
La tibia tenía una longitud de 26.7 milímetros y es cerca de un tercio más larga que el fémur. El peroné es reducido, alcanzando cerca de alcanzando cerca de la mitad hacia abajo, a lo largo del eje de la tibia. El pie es largo con metatarsos de 12.1 milímetros de largo. El quinto dedo del pie es alargado.
Debido a su presunta cola larga, los autores rechazaron situarlo dentro de Anurognathidae y lo clasificaron en cambio como un ranforrínquido de cola larga, mayormente en vista de las proporciones de los huesos largos. No fue hasta 2000 que se lo identificó como un anurognátido, y fue confirmado que el fósil había sido retocado antes de su descripción.
Un análisis cladístico hecho por Alexander Kellner en 2003 había tenido el mismo resultado, hallando que Dendrorhynchoides formaba un clado de anurognátidos con Batrachognathus y Jeholopterus, que él nombró Asiaticognathidae. Un análisis hecho por Lü Junchang en 2006 resolvió estas relaciones filogenéticas aún más, hallando a Dendrorhynchoides como el taxón hermano del clado formado por las otras dos especies de asiaticognátidos.
Los descriptores postularon un estilo de vida arbóreo para Dendrorhynchoides, como un insectívoro.
En 2010 un segundo espécimen de un juvenil, GLGMV 0002, fue publicado, lo que probó que una cola alargada estaba presente después de todo, aunque no tan larga como la cola falsificada del holotipo: cerca del 85% de la longitud del fémur. Este espécimen fue eventualmente designado como el holotipo de la especie Dendrorhynchoides mutoudengensis. El ejemplar fue almacenado en principio en el Museo Geológico de Guilin y fue designado como GLGMV 0002; más tarde fue llevado al Museo Paleontológico de Jinzhou y fue recatalogado como JZMP-04-07-3.